# Vagabond (Manga)
Vagabond (jap. バガボンド Bagabondo) ist ein historischer Samurai-Manga des Zeichners Takehiko Inoue, des Autors von Slam Dunk. Als Vorlage für den Manga diente der Roman Musashi von Yoshikawa Eiji.

## Handlung
In der Edo-Zeit wird der junge Schwertkämpfer Takezo Shinmen zu Musashi Miyamoto, einem Kämpfer und Philosophen, der beständig sein Ziel verfolgt, der stärkste und beste Schwertkämpfer zu werden. Sein Leitspruch lautet: „Unter dem Himmel keinen Zweiten“. Trotz seiner Größe von 184 cm, die ihn im damaligen Japan zu einem Riesen machte, ist er wendig und sehr reaktionsschnell. 
Takezo verlässt mit seinem Freund Matahachi sein Heimatdorf, um in der Fremde zu Ruhm und Ehre zu kommen. Als letzte Überlebende einer Schlacht werden sie von zwei jungen Frauen aufgenommen, die ihren Lebensunterhalt verbotenerweise durch das Plündern der Schlachtfelder und den Verkauf der so erhaltenen Waffen und Ausrüstungsgegenstände bestreiten. Die Wege der beiden Samurai trennen sich, als Matahachi mit beiden Frauen flieht. Takezo sieht es als seine Pflicht an, der zurückgelassenen Verlobten Matahachis in seinem Heimatdorf mitzuteilen, dass er nie zurückkommen wird. Die aufgebrachte Dorfgemeinschaft gibt ihm die Schuld für die erlittene Schmach und hetzt ihn aus dem Dorf. Von Feinden verfolgt, kann er sich in einen Wald zu einem Mönch retten. Der Aufenthalt bringt Takezo dazu, über sein Leben und seine Ziele nachzudenken. Er fasst den Entschluss, ein großer Schwertkämpfer zu werden, und zieht als Musashi Miyamoto aus, um seine Kunst an immer besseren Gegnern zu messen und sich dadurch ständig weiterzuentwickeln. 
Die realistischen Zeichnungen unterstreichen die Ernsthaftigkeit des Manga besonders durch ausgeprägte Darstellung der Gesichtszüge der handelnden Personen. Die Wirkung von Licht, Schatten, Mimik und Muskulatur wird bei Gesicht und Körper durch Schraffuren umgesetzt. Sowohl die Kleidung der Personen als auch Hintergründe werden so detailreich dargestellt, dass einzelne Blüten und Blätter oder auch kleine Muster auf Textilien zu erkennen sind. Die Figuren und die Handlung werden nicht schöngefärbt oder gar glorifiziert, die Kampfszenen zeigen deutlich die ausgeübte Gewalt, die Brutalität und die Verletzungen der Akteure. Alle Hauptpersonen sind vielschichtig dargestellt, ihre Handlungen und Motive sind nicht immer nur gut oder böse, sondern werden in verschiedenen Situationen von unterschiedlichen Faktoren beeinflusst. Neben der persönlichen Entwicklung der Figuren beschreibt das Werk auch das drohende Ende der großen Zeit der Samurai durch die aufkommenden Feuerwaffen.

## Veröffentlichungen
In Japan erscheint Vagabond seit 1998 in Einzelkapiteln im Manga-Magazin Morning des Kodansha-Verlags. Diese Einzelkapitel werden seit März 1999 auch in bisher 37 Sammelbänden zusammengefasst. Seit Mai 2015 pausiert die Veröffentlichung.
In Deutschland werden die Taschenbücher seit Oktober 2002 von Egmont Manga und Anime (EMA) verlegt, bisher sind 37 Bände erschienen. Seit November 2024 veröffentlicht selbiger Verlag die Reihe in bisher fünf Doppelbänden als Master Edition (Stand Juni 2025).

## Rezeption
Takehiko Inoue gewann für Vagabond zahlreiche Auszeichnungen. 2000 verlieh man ihm auf dem Japan Media Arts Festival den Hauptpreis in der Kategorie Manga. Im selben Jahr bekam er den Kōdansha-Manga-Preis. 2001 war die Manga-Serie für den von der Zeitung Asahi Shimbun vergebenen Osamu-Tezuka-Kulturpreis nominiert, im darauffolgenden Jahr gewann er die Auszeichnung.
Der Großteil der Kritiker nahm den Manga positiv auf. Im stern meinte man 2003, der Manga führe souverän die Erzählform japanischer Zeichenkunst vor. „Die realistischen, sorgfältig durchgearbeiteten Zeichnungen kommen dem europäischen Geschmack entgegen.“ Der NDR nennt die Serie „herausragend“ und schreibt von „feinen Zeichnungen mit zarten und detailreichen Schraffuren“. Es gebe neben den ausführlichen Kampfszenen auch „ruhige Momente, in denen man das Zeitalter und die Traditionen des Landes besser versteht“.